# Cèl·lules HUVEC
Les cèl·lules HUVEC són una línia cel·lular aïllada a partir de cèl·lules endotelials de vena umbilical humana, d'aquí el seu nom HUVEC (de l'acrònim anglès Human Umbilical Vein Endothelial Cell). S'utilitzen com a sistema model per a l'estudi de la biologia cel·lular i la patologia de les cèl·lules endotelials en processos com l'angiogènesi.
Tal com succeeix amb la majoria de línies cel·lulars un dels motius pel seu ús el seu baix cost com a model de recerca al laboratòri i perquè les tècniques d'aïllament de cèl·lules a partir del cordó umbilical són senzilles. Van ser aïllades i cultivades per primer cop per Jaffe i d'altres col·laboradors als anys 70. Són unes cèl·lules que proliferen fàcilment en les condicions de cultiu adients i presenten un fenotip molt semblant al de les cèl·lules endotelials dels vasos sanguinis.